# پروتکل چالش - دست‌دهی تأیید هویت
در رایانش،پروتکل چالش - دست‌دهی تأیید هویت (انگلیسی: Challenge-Handshake Authentication Protocol) یا (CHAP) پروتکل احراز هویت و تأیید موجودیت یک کاربر یا میزبان شبکهٔ یارانه‌ای است. این نهاد می‌تواند، مثلاً، یک ارائه دهندهٔ خدمات اینترنتی یا یک سازمان تأیید دیگر؛ (یک CHAP)، باشد.
CHAP محافظت در برابر حمله بازپخش را؛ توسط همکار و از راه استفادهٔ مرتب از یک متغیر در حال تغییر و یک متغیر چالش ارزیابی و فراهم می‌کند. CHAP مستلزم آن است که سرویس گیرنده و سرور هر دو از متن سادهٔ راز (رمز) آگاه باشند، با آن‌که هرگز از طریق شبکه ارسال نمی‌شود؛ بنابراین، CHAP در مقایسه با پروتکل تأیید هویت رمز عبور (PAP) امنیت بیشتر و بهتری را؛ در مقایسه با پروتکل تأیید گذرواژه (PAP)، فراهم می‌کند، که به‌خاطر نداشتن این امتیازها آسیب‌پذیر است. در نوع MS-CHAP نیازی نیست که هر یک از همکاران متن ساده (رمز) را بداند و آن را انتقال نیز نمی‌دهند، ولی با این حال شکسته شده‌است.